# عيد الميلاد الأسود (فلم 2006)
عيد الميلاد الأسود (بالإنجليزية: Black Christmas (2006 film)) هو فيلم تقطيع صدر عام 2006 كتبه وأخرجه غلين مورغان وبطولة كاتي كاسيدي، وميشيل تراختنبرغ، وماري إليزابيث وينستيد، وأوليفر هدسون، ولاسي تشابي، وكريستين كلوك، وأندريا مارتن. تدور أحداث الفيلم قبل عدة أيام من عيد الميلاد ويحكي قصة مجموعة من الأخوات في نادي نسائي يتعرضن للمطاردة والقتل في منزلهن خلال عاصفة شتوية إنها طبعة جديدة فضفاضة لفيلم 1974 الذي يحمل نفس الاسم تم إنتاج الفيلم من قبل كندا والولايات المتحدة، وتم إنتاج الفيلم من قبل مورغان و جيمس وونغ (كاتب) من خلال شركة إنتاجهما هارد إيت بيكتشرز، إلى جانب 2929 للإنتاج وأدلشتاين باروس للإنتاج و هوبان سيغال للإنتاج. إنه الفيلم الثاني في سلسلة عيد الميلاد الأسود (سلسلة أفلام.
وقع المخرج غلين مورغان على كتابة الفيلم وإخراجه بعد إصدار طبعة جديدة له عام 2003 من ويلارد. تم إطلاق النار في فانكوفر، كولومبيا البريطانية في عام 2005. تم توزيع الفيلم بالاشتراك مع ديمينشن فيلمز ومترو غولدوين ماير وفقًا لمورغان، كان هو و جيمس وونغ (كاتب) لديهما العديد من الخلافات مع المديرين التنفيذيين لـ دايمنشن بوب و هارفي واينستين فيما يتعلق بنبرة السيناريو بالإضافة إلى خاتمة الفيلم، مما أدى إلى العديد من عمليات إعادة الكتابة وإعادة التصوير.
في ديسمبر 2006، عند توقع إطلاقه تلقى الفيلم انتقادات من الجماعات الدينية بسبب تصويره لمحتوى رسومي في مكان عطلة، بالإضافة إلى قرار الموزع بإطلاق الفيلم في يوم عيد الميلاد في الولايات المتحدة. افتتح الفيلم في المملكة المتحدة في 15 ديسمبر 2006، وعرض لأول مرة في مسرح غرومان الصيني في لوس أنجلوس، كاليفورنيا في 19 ديسمبر.على الرغم من رد الفعل العنيف من بعض المنظمات الدينية، تم إطلاق عيد الميلاد الأسود في الولايات المتحدة في 25 ديسمبر 2006. حقق الفيلم 21.5 مليون دولار في جميع أنحاء العالم بميزانية قدرها 9 ملايين دولار وتلقى مراجعات سلبية من النقاد، حيث قال إجماع روتن توميتوز إنه «يضخ الدم والدم بدون إبداع أو دعابة أو ذوق بصري».

## قصة الفيلم
بيلي لينز الصبي المولود باليرقان الشديد، يتعرض باستمرار لسوء المعاملة من قبل والدته كونستانس. بمساعدة عشيقها، قتلت فرانك والد بيلي عشية عيد الميلاد عام 1975 ودفنت جثته في منزل الزحف عندما شاهدت بيلي مخططها، سجنته في العلية في عام 1982، حملت والدة بيلي نفسها من ابنها في العلية بسبب عجز صديقها عن إنجاب طفل آخر بعد تسعة أشهر، أنجبت كونستانس ابنتهما أغنيس واغتنمت مناسبة ولادة أغنيس لرفض بيلي أكثر في يوم عيد الميلاد عام 1991، يهرب بيلي من العلية ويشوه أغنيس البالغة من العمر ثماني سنوات عن طريق اقتلاع عينها. ثم قتل بوحشية والدته وعشيقها. تم القبض عليه من قبل الشرطة وهو يأكل كعكات مصنوعة من لحم والدته وتم إرساله إلى مصحة عقلية بينما يتم نقل أغنيس إلى دار أيتام محلية.
بعد خمسة عشر عامًا، عشية عيد الميلاد، يهرب بيلي، البالغ من العمر الآن 36 عامًا، من زنزانته ويتوجه إلى منزله السابق، الذي أصبح الآن دارًا لطالبات دلتا ألفا كابا في جامعة كليمنت في نيو هامبشاير. في المنزل ، قُتلت كلير كروسبي، إحدى فتيات نادي نسائي، في غرفة نومها على يد شخصية غير معروفة  في هذه الأثناء، تبدأ ميغان هيلمز في سماع ضوضاء وتذهب إلى العلية للتحقيق. عند العثور على جثة كلير، هاجمت ميغان وقتلت من قبل نفس المهاجم في غرفة المعيشة، كانت الأخوات الأخريات في نادي نسائي، كيلي بريسلي، وميليسا كيت وهيذر فيتزجيرالد، ودانا ماتيس ولورين هانون مع والدتهما السيدة ماك، تلقي مكالمة تهديد من القاتل سرعان ما تصل أخت كلير غير الشقيقة لي كولفين بحثًا عنها يصل صديق كيلي كايل أوتري أيضًا، لكن يتم طرده عندما يكتشف كيلي فيديو ميغان الجنسي معه عندما تنقطع الكهرباء، تذهب دانا إلى القاطع الرئيسي أسفل المنزل ولكنها تصادف الرقم في مساحة الزحف وتقتل عندما أدركوا كمين دانا من قبل الشكل ، خرجت الأخوات المتبقيات من نادي نسائي وليه للبحث عنها ، فقط ليجدوا أختهم حواء أغنيو مقطوعة الرأس في سيارتها.
مع عدم قدرة الشرطة على الوصول في الوقت المناسب بسبب عاصفة ثلجية، قرر كيلي وميليسا ولي البقاء داخل المنزل بينما هيذر والسيدة فر ماك في السيارة، قُتلت هيذر، والسيدة. ماك مخوزق بواسطة جليد ساقط. بينما ينزل كيلي و لي إلى المرآب للتحقيق، تتعرض ميليسا للهجوم والقتل من قبل المهاجم. يعود كيلي ولي إلى الطابق العلوي ليجدوا جثة لورين بلا عيون. يعود كايل إلى المنزل ، ويذهب الثلاثة لفحص العلية؛ أثناء صعوده السلم، يتم جر كايل إلى العلية حتى وفاته من قبل المهاجم، الذي تبين أنه أغنيس، وهو الآن بالغ عندما يدخل «بيلي» إلى العلية، يتصارع «كيلي» و «أغنيس»، ويقودانهما إلى المساحة الفارغة بين جدران المنزل. بينما يتقارب القتلة نحو كيلي، تساعدها لي على الهروب قبل أن يشعلوا حريقًا، تاركين بيلي وأجنيس ليحترقا حتى الموت في وقت لاحق، بينما تعافى كيلي ولي في المستشفى، قتل بيلي المصاب بحروق جزئية، مساعد المشرحة بينما تذهب كيلي لأشعة إكس، تظهر أغنيس في غرفتها بالمستشفى وتقتل لي عندما عادت كيلي إلى غرفتها، تظهر أغنيس من خلال السقف وتهاجمها، لكن كيلي تستخدم جهاز تنظيم ضربات القلب لقتل أغنيس. بعد لحظات، دخل بيلي عبر السقف وطارد كيلي إلى بئر السلم. يتشاجرون لفترة وجيزة، وينتهي الأمر بدفع كيلي بيلي عن السياج حيث تم تعليقه على رأس شجرة عيد الميلاد، مما أدى إلى مقتله.

## طاقم التمثيل
- كايتي كاسيدي كـ كيلي بريسلي
- ميشيل تراشتنبرغ كـ  ميليسا كيت
- ماري إليزابيث وينستد كـ هيذر فيتزجيرالد
- لاسي تشابيرت كـ  دانا ماتيس
- كريستين كلوك كـ لي كولفين
- أندريا مارتن كـ  باربرا ماكهنري
- كريستال لوي كـ لورين حانون
- أوليفر هدسون كـ كايل أوتري
- كارين كونوفال كـ كونستانس لينز
- دين فريس كـ أغنيس لينز
- كريستينا كريفيتشي كـ يونغ أغنيس
- روبرت مان كـ بيلي لينز
- قينان ايبي كـ يونغ بيلي
- جيسيكا هارمون كـ ميغان هيلمز
- ليلا سايڤاستا كـ كلير كروسبي
- كاثلين كل كـ إيف اجنيو
- هوار سيجل كـ زوج الأم
- بيتر وايلدز كـ فرانك لينز

## الإنتاج

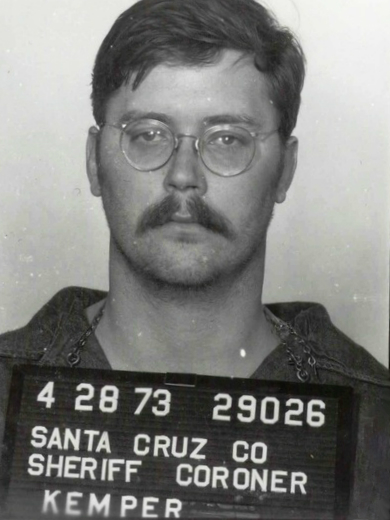
استلهم مورغان من جرائم القاتل المتسلسل إدموند كيمبر عند كتابة الفيلم.

بعد فيلمه الطويل الأول ويلارد (2003) - وهو إعادة إنتاج لفيلم سابق عام 1971، فشل في الأداء الجيد في شباك التذاكر، اتصلت شركة ديمينشن فيلمز بمورغان لكتابة وإخراج نسخة جديدة من فيلم عيد الميلاد الأسود (فيلم 1974).  كان مورغان من المعجبين بالفيلم الأصلي، واستشهد به باعتباره سلفًا للفيلم المشهور الحديث، والذي أثر على قراره بالالتزام بإعادة الإنتاج. أشار ستار كريستال لوي  إلى إعجاب مورغان وهدفه نقل الفيلم إلى مستوى مختلف، مع «احترام حقيقة أن الأصل كان فيلمًا رائعًا في البداية».
في تصور نص جديد، كان مورغان ينوي إعادة صياغة عناصر من الفيلم الأصلي التي تُركت غامضة أو ضمنية مثل المكالمات الهاتفية الخفية التي تلقاها نادي نسائي. أثناء كتابة السيناريو، تلقى مورغان مدخلات من المخرج الأصلي للفيلم ، بوب كلارك، الذي وقع أيضًا للمشاركة في إنتاج النسخة الجديدة. أعطى كلارك مورغان «مباركته» ، مشيرًا في مقابلة إلى أن النسخة الجديدة كانت «عيد الميلاد الأسود»، لكنه اكتشف حبكات فرعية جديدة لم يتم توضيحها في فيلم 1974.
ابتكر مورغان حبكة فرعية واسعة النطاق لقاتل الفيلم، بيلي الذي قدم قاتلًا ثانويًا في أخت بيلي الصغرى، أغنيس في الفيلم الأصلي، تظهر أسماء بيلي وأجنيس بشكل بارز في المكالمات الفاحشة التي تلقتها أخوات نادي نسائي.  في كتابته لشخصية بيلي، استوحى مورغان من حياة إدموند كمبر، قاتل متسلسل واقعي كانت والدته قد حبستها في قبو منزله عندما كان طفلًا، والتي قتلها لاحقًا. تم دمج مقدمة أغنيس كقاتلة ثانية وفقًا لماري إليزابيث وينستيد، جزئيًا لتوسيع نطاق سرد الفيلم، نظرًا لأن  المكالمات الهاتفية القادمة من داخل المنزل من أحداث فيلم عام 1974 كانت أيضًا مألوفة للجماهير المعاصرة. سمحت العلاقة بين بيلي وأجنيس أيضًا لغرفة مورغان باستكشاف موضوعات الأسرة، والتي تنتشر أيضًا في العلاقات بين الشخصيات الأنثوية. في مقابلة عام 2014 مع مورغان، ادعى أن إدراجه لقاتل ثان كان تحت طلب المديرين التنفيذيين لشركة ديمينشن فيلمز: «شعرت أن فيلمًا بقيمة عشرة ملايين دولار من عيد الميلاد الأسود لا يحتاج إلى مساعدة أي شخص، ويجب عليهم لقد تركونا وشأننا. ولكن كان عليهم أن يكون لديهم القاتلان، ثم بعد ذلك كانوا بعد أطفال من ذا أو سي (مسلسل) نحن نساوم كثيرًا».
في اختيار الشخصيات الشقيقة في نادي نسائي، سعى مورغان إلى ممثلات «من نفس العيار»، وذلك لتجنب تلبيس الفتاة الأخيرة والشخصيات الداعمة. كاتي كاسيدي، التي كان لها أيضًا دور داعم مؤخرًا في طبعة جديدة عندما يكون عندما يتصل غريب (فيلم 2006)، ألقيت في الدور القيادي لـ كيلي بريسلي. كانت ميشيل تراختنبرغ، التي اكتسبت سمعة سيئة لدورها في فيلم فجر الصيف  في  بافي قاتلة مصاصي الدماء، قد أرادت في البداية تجنب العودة إلى نوع الرعب ما لم تُمنح «فرصة الموت» على الشاشة.  قرأت تراختنبرغ نص الفيلم في منتصف الليل وهي وحيدة في منزلها، وشعرت بالقلق من ذلك، مما أثر على قرارها بالتوقيع على المشروع؛ ألقيت في الدور الداعم لميليسا كيت ألقيت الممثلة الكندية كريستال لوي دور لورين حانون، أخت نادي نسائي من عائلة مختلة،  بينما تم تمثيل لاسي شابرت في دور دانا ماتيس، وهي امرأة مغرورة من خلفية متميزة. تم اختيار الممثل روبرت مان لاحقًا لدور الخصم بيلي لينز، حيث وصف مان الشخصية بأنها «قنبلة موقوتة» بسبب الإساءة الشديدة التي تعرض لها. ألقي أوليفر هدسون دور كايل أوتري، الرجل الرئيسي والرنجة الحمراء  بعد أن وجد النص مؤثرًا، بالإضافة إلى إعجابه بإعادة إنتاج مورغان لفيلارد : «أسلوب [هذا الفيلم] يكمل النص ، وفكرت إذا كان غلين يمكن أن يتزوج الاثنان، سيكون رائعًا ومختلفًا بعض الشيء». أندريا مارتن ، التي لعبت دور فيليس في فيلم عام 1974، تم اختيارها كأم منزل نادي نسائي، السيدة. ماك.

## التصوير
تم تصوير عيد الميلاد الأسود في موقع في فانكوفر، كولومبيا البريطانية، كندا. نظرًا لأن قدرًا كبيرًا من الفيلم يحدث أثناء تعتيم داخل المنزل، اضطر المصورون السينمائيون وقسم الإضاءة إلى إيجاد طرق مبتكرة لتحقيق الإضاءة المناسبة على الممثلين، والتي تضمنت قطع ثقوب في الجدران. تم اختيار معرض الفيلم البارز لزينة عيد الميلاد ولوحة ألوانه الحمراء الصريحة من قبل مورغان، الذي أراد استحضار «عيد الميلاد الأمريكي»، والذي وصفه بأنه تقاطع بين «واشنطن إيرفينغ وكوكا كولا». في يومها الأول من إطلاق النار خلال مشهد قتال مع القاتل، أصيبت لاسي شابرت ساقها واضطرت للسفر إلى لوس أنجلوس لرؤية الطبيب؛ ومع ذلك، تمكنت من العودة إلى المجموعة في اليوم التالي ومواصلة التصوير.

## تدخل الاستوديو

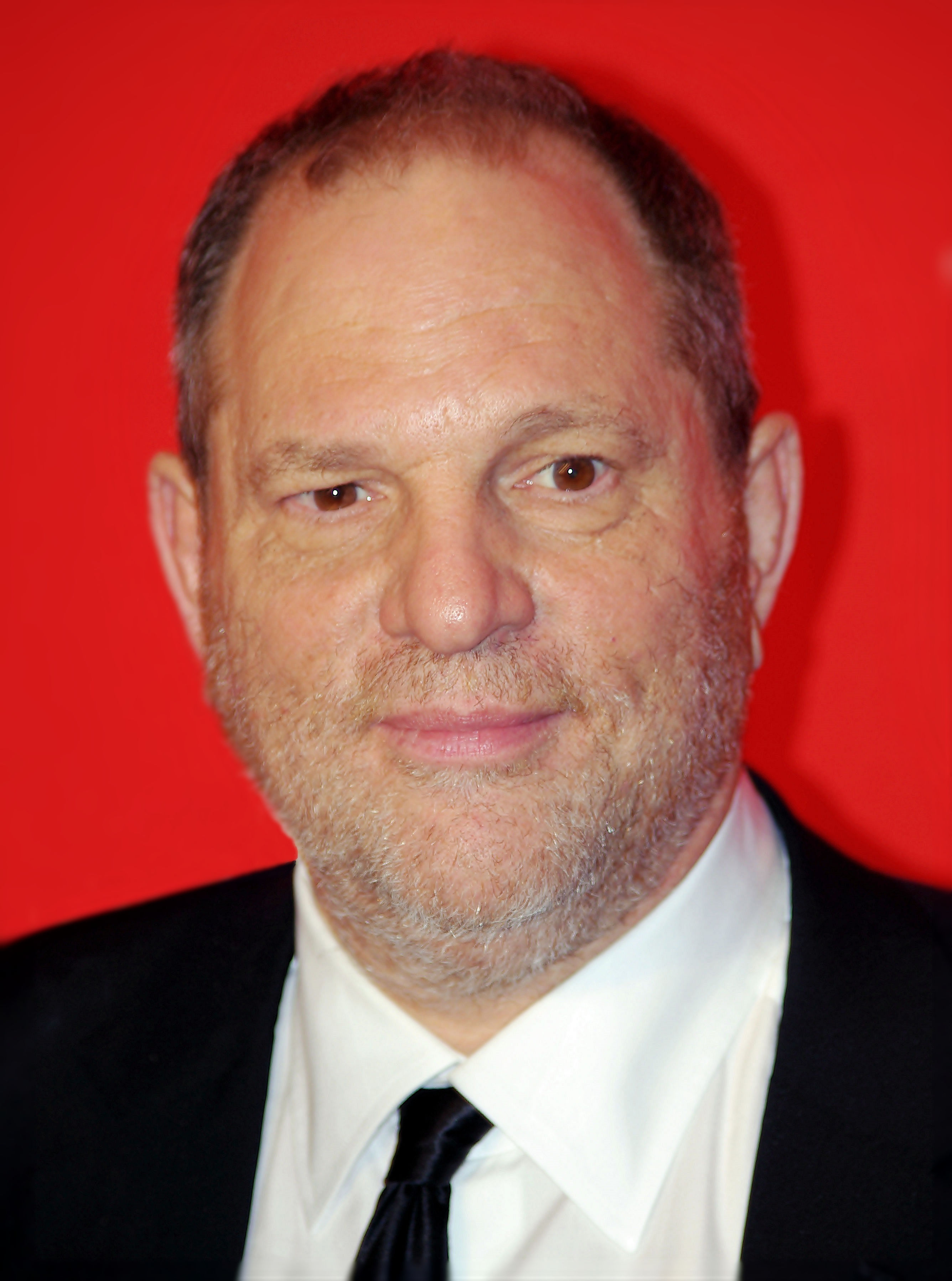
طالب هارفي وينشتاين بتعديل النهاية الأصلية للفيلم وله لقطات إضافية تم تصويرها لمواقع تلفزيونية.

وفقًا لمورغان كان له هو وجيمس وونغ خلافات مختلفة مع المديرين التنفيذيين لشركة ديمينشن فيلمز بوب وهارفي وينشتاين، وتحديداً حول نغمة الفيلم والطريقة التي يجب أن تنتهي بها.  انتهى نص مورغان الأصلي بتلقي كيلي ولي في المستشفى مكالمة هاتفية من بيلي، الذي يعتقد أنه مات؛ هذا المشهد، الذي صوره مورغان، كان يهدف إلى تكريم ختام الفيلم الأصلي.  ومع ذلك، تم إلغاء هذه النهاية من قبل بوب وينشتاين، الذي طلب من مورغان كتابة وتصوير نهاية مختلفة. أدى هذا في النهاية إلى الاستنتاج الأكثر عنفًا الذي ظهر في القطع المسرحي، والذي تعرض بيلي للتخوزق على رأس شجرة عيد الميلاد في المستشفى. 
نتيجة للتخفيضات المختلفة التي تم إجراؤها أثناء مرحلة ما بعد الإنتاج، هناك قطعتان مختلفتان على الأقل من عيد الميلاد الأسود: أحدهما تم إصداره في أوروبا والآخر تم إصداره في أمريكا الشمالية، والذي يتميز باختلافات طفيفة. القص الأوروبي، وهو أقصر بأربع دقائق من القطع في أمريكا الشمالية،  يتميز بمشهد موت بديل ونهاية.
بعد انتهاء الإنتاج في فانكوفر، أشرف بوب وهارفي وينشتاين على تصوير لقطات إضافية في لوس أنجلوس مخصصة للمواد الترويجية فقط.   وفقًا لمورغان، اتصل به آل وينشتاين، الذين أرادوا «التقاط بعض اللقطات للإعلانات التلفزيونية»، ووافق على ذلك.  بين اللقطات التي تم تصويرها كان لاسي شابرت يُجر عبر الثلج. لقطات لامرأة تسقط من السطح، حيث يوجد «جزازة عشب كهربائية غريبة [عيد الميلاد] شيء خفيف»؛  امرأة مجهولة الهوية (تؤدي دورها جيليان موراي )  تكتشف امرأة تطفو تحت بحيرة متجمدة. ميشيل تراختنبرغ تصوب بندقية وتقول «عيد ميلاد سعيد، أيها اللعين» في الكاميرا؛  ولقطات إضافية من تراختنبرغ في الردهة تحمل بندقية بينما يرتفع بيلي فوقها على السقف.  هذه اللقطات، التي لم يتم دمجها في الفيلم، ظهرت بالفعل في المقطع الدعائي المسرحي الرسمي بالإضافة إلى الإعلانات التلفزيونية.

## الإطلاق
تم عرض فيلم عيد الميلاد الأسود لأول مرة في لوس أنجلوس في 19 ديسمبر 2006. اختارت شركة وينشتاين الشركة الأم لشركة إنتاج الفيلم والموزع المشارك ديمينشن فيلمز تقديم الفيلم في عرض مسرحي واسع في يوم عيد الميلاد عام 2006. وبحسب ما ورد اختارت ديمينشن فيلمز إطلاق الفيلم في يوم عيد الميلاد بناءً على نجاح شباك التذاكر في خليج الذئب (فيلم 2005)، الذي صدر في الولايات المتحدة بواسطة ديمينشن في عيد الميلاد 2005 

### تاريخ الإصدار
أثار الفيلم ردود فعل عنيفة من المجموعات المسيحية بسبب قرار الاستوديو إطلاق الفيلم في يوم عيد الميلاد. ووصفت عدة مجموعات، بما في ذلك منظمة مستشار الحرية و عملية «قل فقط عيد ميلاد سعيد»، الفيلم بأنه «مسيء» و «لا أساس له من الصحة» و «غير حساس». تساءلت نيكي فينك ، كاتبة العمود في لوس أنجلوس الأسبوعية، عن قرار صانعي الفيلم بإطلاق الفيلم في عيد الميلاد، وكتبت في الموعد النهائي : «وتتساءل صناعة الترفيه لماذا لا تزال تواجه مشكلة كبيرة في العلاقات العامة كمروّجين للقمامة  يدعو تسويق شووبيز هذا البرمجة المضادة. ومع ذلك، لا أفهم: كم عدد الأشخاص المضطربين الذين تعتقد شركة وينشتاين و إم جي إم أنهم يريدون فعلاً الذهاب لمشاهدة فيلم دموي يوم 25 ديسمبر؟» 
دافعت ديمينشن فيلمز عن التوقيت في بيان صحفي قائلة: «هناك تقليد طويل لإطلاق أفلام الرعب خلال موسم الأعياد كبرمجة مضادة لأجرة عيد الميلاد الأكثر انتظامًا».  رد مؤرخ الأفلام مايكل جورنو، من ذا هورر ريفيو، على شكوى ليبرتي كونسيل، حيث كتب، «تحدث مثل هذه الجرائم على مدار العام، بما في ذلك في عيد الميلاد»، واستشهد بجريمة قتل جماعي وانتحار قتل في يوم عيد الميلاد 2005 في فرجينيا.

#### شباك التذاكر
حقق عيد الميلاد الأسود إجمالي 16.3 مليون دولار في أمريكا الشمالية و 21.5 مليون دولار في جميع أنحاء العالم. حصل الفيلم على 3.3 مليون دولار في عطلة نهاية الأسبوع الافتتاحية (من 22 إلى 5 ديسمبر) عرض في 1278 مسارح، وحصل على 4.9 مليون دولار إضافية بين 29 ديسمبر و 1 يناير 2007، وتوسعت إلى 1544 مسارح. بقي الفيلم في دور العرض الأمريكية حتى فبراير 2007، حيث كسب 1،563 دولارًا لعطلة نهاية الأسبوع من 9 إلى 11 فبراير (من إجمالي 4 مسارح) قبل أن يختتم مسيرته المسرحية.

## استقبال نقدي
الفيلم حاصل على نسبة موافقة 16٪ على مجمع المراجعة روتن توميتوز، بناءً على 64 مراجعة. يقرأ الإجماع النقدي للموقع ما يلي: «إعادة إنتاج مجانية للعبة المشرح عام 1974، ويضخ عيد الميلاد الأسود الدماء والدم بدون إبداع أو روح الدعابة أو الذوق البصري.»  في ميتاكريتيك، حصل الفيلم على معدل تصنيف يبلغ 22 من أصل 100 بناءً على 17 نقادًا، مما يشير إلى «مراجعات غير مواتية بشكل عام». وقد وصف علماء السينما والنقاد الفيلم بأنه مثال لفيلم مشذب معاصر. 
كتبت جانيت كاتسوليس من صحيفة نيويورك تايمز عن الفيلم: «بمجموعة مليئة بالثقب والسيناريو الثقيل ، يخنق عيد الميلاد الأسود الرعب تحت غطاء من المعلومات غير الضرورية ، ويكشف عن الكثير ويضايق القليل جدًا. وعلى الرغم من بعض أعمال الكاميرا الأنيقة - لقطة لنزيل اللجوء وهو يلتهم عشاء عيد الميلاد وهو يقطع بسلاسة لزوجين يتجولان في سيارة - فإن الفيلم هو بطاقة عيد ميلاد كئيبة لسابقه.»  الجارديان ' بيتر برادشو، ومع ذلك، وجدت الخلفية الدرامية «عبقري»، لكنها خلصت إلى: «لأول 20 دقيقة أو نحو ذلك، أسود عيد الميلاد لديه بعض الأفكار الذكية والكمامات: ثم كل ذلك يحصل فقط يمكن التنبؤ به.»  كتب سام ادامز من لوس أنجلوس تايمز ، «مثل ربطة عنق قبيحة أو زوج من الجوارب ذات النعال، من المتوقع أن يتم نسيان عيد الميلاد الأسود في اللحظة التي يتم فيها فكها، وتجمع الغبار حتى يدور الموسم مرة أخرى.» 
كتب جيم ريدلي من ذا فيليج فويس : «المنتج نفسه ليس فكرة متأخرة بقدر ما هو بعد الولادة - فوضى دموية يجب التخلص منها بتكتم». عند مقارنته بالنسخة الأصلية، يسميها ديسون طومسون من صحيفة واشنطن بوست بأنها «طبعة جديدة باهتة وغير مبتكرة . [. . . ] الإصدار الجديد لا يثني على الأصل ولا يحدّثه بأي شيء سوى الشكل المبتذل.»  يذهب جو ليدون من فارايتي (مجلة) ليقول ، «[...] لا يمكن أن يكون هناك جدال فيما يتعلق بالمزايا الضئيلة لتسرعها، إعادة صنعها الروتينية المخدرة، المناسبة فقط لأقل تمييز بين كلاب الصيد.»  كتب جيسون أندرسون من ذا جلوب اند ميل، «كسول، روتيني وخالي من التوتر، الإصدار الجديد لن يرضي المعجبين بالأصل ولا أي شخص يبحث عن فترة راحة دموية من الهتافات الموسمية الجيدة» ،  بينما مايكل ريشتشافن من رويترز كتب: «هناك بضع لمسات ذكية هنا وهناك، بما في ذلك تسلسل واحد تم فيه لصق نهاية قصب الحلوى بعناية في سلاح فتاك للغاية ، ولكن بالنسبة للجزء الأكبر ، فإن المسرحية المصاحبة تبدو أكثر رجعية من الرجعية.» 
ومع ذلك، قال مارك سافلوف من صحيفة أوستن كرونيكل، «هذا الفيلم هو دخول مؤثر وفعال إلى النوع الفرعي لرذاذ الدم في العطلة بحد ذاته. وإذا لم يجعل جلدك يزحف ... فربما تناولت الكثير من عشاء عيد الميلاد.»  أشاد طومسون أيضًا بتمثيل العديد من الفنانين البارزين، ولا سيما كاتي كاسيدي وميشيل تراختنبرغ وماري إليزابيث وينستيد ولاسي تشابرت وكريستال لوي.

## الوسائط المنزلية
تم إصدار عيد الميلاد الأسود على دي في دي وأسطوانات الفيديو الرقمية فائقة الدقة في الولايات المتحدة في 15 أبريل 2007 بواسطة جينيس برودكت. يحتوي إصدار دي في دي، الذي تم توفيره في إصدارات الشاشة العريضة والشاشة الكاملة، على جزء «غير مصنف» من الفيلم يمتد لمدة دقيقتين أطول من المقطع المسرحي.
لم يتلق الفيلم بعد إصدار بلو راي في الولايات المتحدة ومع ذلك، في عام 2008 ، كان لديها إصدار قصير من منطقة (أي) في كندا بلو راي، والذي احتوى على 90 دقيقة من الفيلم المسرحي في أمريكا الشمالية المصنفة R. في ألمانيا، تلقى الفيلم إصدار بلو راي خالٍ من المنطقة يحتوي على كل من مسرحية أمريكا الشمالية وتقطيعات غير مصنفة للفيلم.

## وصلات خارجية
- مقالات تستعمل روابط فنية بلا صلة مع ويكي بيانات